# Shortbus
Shortbus är en amerikansk erotisk dramakomedifilm från 2006, skriven och regisserad av John Cameron Mitchell. Filmen distribueras av ThinkFilm.